# Zorocrates aemulus
Zorocrates aemulus es una especie de araña del género Zorocrates, familia Zoropsidae. Fue descrita científicamente por Gertsch en 1935.
Habita en México y los Estados Unidos.